# Oh, Canada
Oh, Canada er en amerikansk film fra 2024 af Paul Schrader.

## Medvirkende
- Richard Gere som Leonard Fife
- Jacob Elordi
- Uma Thurman som Emma
- Victoria Hill som Diana
- Michael Imperioli som Malcolm
- Penelope Mitchell som Sloan/Amy
- Kristine Froseth som Alicia
- Zach Shaffer